# Farkas Sándor (műrepülő)
Farkas Sándor, "Sam" (Újpest, 1936. január 2. – Verőce, 2022. június 27.) műrepülő, berepülőpilóta, oktató.

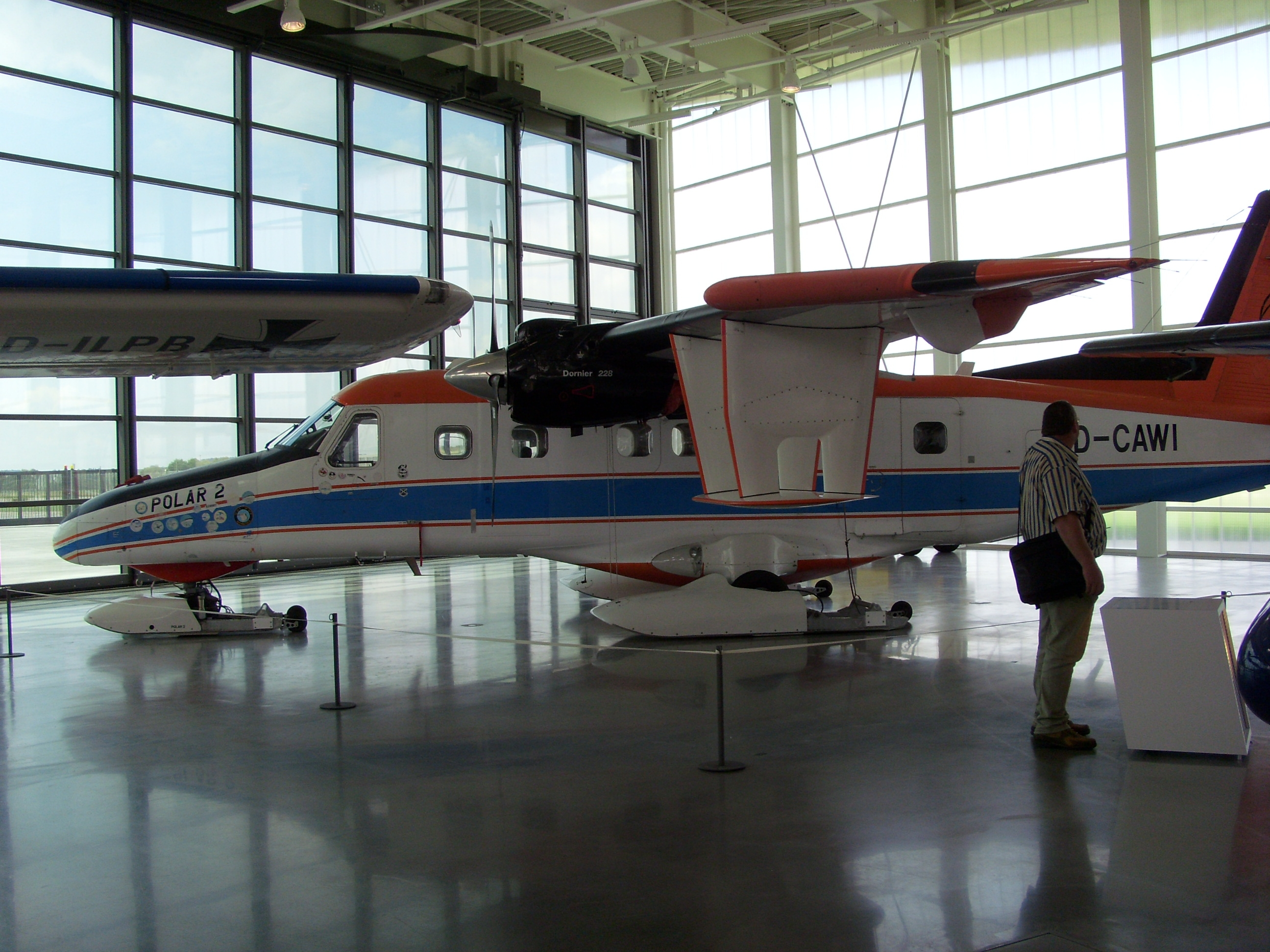
Az antarktiszi tudományos expedíció Polár 2 nevű Dornier Do-228-as repülőgépe Friedrichshafenben, a Dornier Múzeumban

## Életpályája
Mindig is szíve vágya volt a repülés. Ezzel kapcsolatos első élménye 1949. húsvét hétfője, amikor életében először ülhetett egy Vöcsök vitorlázó repülőgépbe, csűrőzni.
Az első műrepüléseket 1955 tavaszán Mandl Ernő felügyelete alatt hajtotta végre. 1961-től Békéscsabán volt repülőtér-parancsnok. 1964-től az MHSZ budapesti elnökségén dolgozott motoros főelőadóként.
1967-ben Nyíregyházán megnyerte a magyar nemzeti műrepülő-bajnokságot. 1968-ban Erdős Mihállyal, Kovács Pállal, Farkas Gyulával, Durucz Jenővel együtt tagja volt a Magdeburgban rendezett V. műrepülő-világbajnokság magyar csapatának.
1968 novemberében egy Győrben megrendezett továbbképzésen elhangzottak hatására érlelődött meg benne az elhatározás, hogy külföldre távozik: még az év decemberében elhagyta az országot. Németországban műrepülést kezdett oktatni. Tanítványai közül az egyik, Manfred Strößenreuther többszörös német, majd Európa- és világbajnok lett.
Berepülőpilótai szakszolgálati engedélyt szerzett, és a Messerschmit-Bölkow repülőgépgyárnál helyezkedett el mint tesztpilóta. Később saját repülőgéppel kezdett vállalkozást.
1969–1978 között a német bajnokságok 3-4. helyezettje volt. Ekkoriban részt vett többek között a carcassonne-i, rochfordi és zadari Európa-bajnokságon, valamint több más nemzetközi versenyen is.
1978-ban Afrikába szerződött oktatónak, Nigériába a Nigerian Air Force-hoz, ahol 4 éven keresztül képezte ki tanítványait Dornier Do 28 D2 Skyservant gépen. 1982-ban tért vissza Németországba. 
1984 decemberében az Alfred Wegener Intézet antarktiszi expedíciójának Dornier Do 228-as Polar 2 és Polar 3-as repülőgépeinek egyik pilótájaként a Polar 2-vel részt vett a Déli-sarki expedícióban, ahol tudományos munkát végző különleges repülő laboratóriumával az Antarktiszon első magyar pilótaként, a Polarstern kutatóhajón és a Neumayer I kutatóállomáson tartózkodva, közben gépével az Antarktisz fölött repülve sokszor nagyon nehéz időjárási helyzetekben radarberendezéssel jégviszonyokat, a jég hasadékait mérték, és speciális kamerákkal készítettek térképészeti felvételeket. A Polár 2 és a vele együtt az expedícióban résztvevő Polár 3 voltak egyúttal az első német repülőgépek, amelyek elérték a Déli-sarkot.
1985. február 25-én a Polar 2-nek és a Polar 3-nak az Anktartiszi expedícióról való visszarepülése alkalmával a Nyugat-Szahara felett a Polar 3 repülőgépet a „Polisario” felszabadító mozgalom harcosai lelőtték, az incidens során a Polar 3 megsemmisült, két pilótája és szerelője életét vesztette. Az expedíción részt vett Polar 2 nevű repülőgép sikeresen elérte célját, ma a Dornier Múzeum kiállításán, Friedrichshafenben látható. 
Később a GROB cégnél helyezkedett el, ahol a G 112-es és G 115-ös típus berepülését végezte. Ezután a német Szövetségi Légügyi Hivatalhoz (LBA) került, ahol projektmenedzserként típusalkalmassági vizsgálatokat, hatósági berepüléseket hajtott végre egészen a nyugdíjkorhatárig (65). 2002-ben költözött haza Magyarországra.